# Vincent Bueno
Vincent Bueno (født 10. december 1985) er en østrigsk sanger. 
Han skulle have repræsenteret Østrig ved Eurovision Song Contest 2020 i Rotterdam med sangen "Alive". Eurovision Song Contest 2020 blev imidlertid aflyst på grund af COVID-19-pandemien. Senere i marts 2020 bekræftede ORF, at Vincent Bueno vil repræsentere Østrig i Eurovision Song Contest 2021.